# Mika Chunuonsee
Mika Chunuonsee (Thai: มิก้า ชูนวลศรี, * 26. März 1989 in Bridgend, Wales) ist ein ehemaliger walisisch-thailändischer Fußballspieler.

## Karriere

### Verein
Chunonsee machte seinen Abschluss an der University of Glamorgan; vorher lebte er bereits zwölf Jahre in Thailand. Da auch sein Vater dort lebt, entschied er sich, dort seine Karriere fortzusetzen. Seine Karriere begann Chunonsee 2005 in der Jugendmannschaft von Cardiff City. Nach zwei Jahren wechselte er zum walisischen Verein Bryntirion Athletic, um 2008 seine Karriere bei Neath Athletic AFC fortzusetzen. Bei Neath spielte er lediglich von Juni bis Ende September 2008. Danach spielte er für den Afan Lido FC bis Juni 2009. Im Januar 2009 erzielte er sein erstes Tor für den Verein. Im Juli 2009 wechselte er nach Thailand, wo er sich Muangthong United anschloss. Mit dem Verein aus Pak Kret, einem nördlichen Vorort der Hauptstadt Bangkok, spielte er in der ersten thailändischen Liga. Am Ende der Saison feierte er mit dem Erstligaaufsteiger die thailändische Meisterschaft. Im Januar 2010 wechselte er für eine Saison zum Zweitligisten Suvarnabhumi Customs. Der Erstligist BEC Tero Sasana FC aus Bangkok nahm ihn im Januar 2011 für ein Jahr unter Vertrag. Zum ebenfalls in Bangkok beheimatateten Zweitligisten Bangkok FC wechselte er Anfang 2012. Nach einer Saison zog es ihn im Januar 2013 nach Suphanburi. Hier unterschrieb er einen Vertrag beim Erstligaaufsteiger Suphanburi FC und bestritt dort 29 Erstligaspiele und erzielte dabei einen Treffer. Nach der Hinrunde 2014 wechselte er dann weiter zum Ligakonkurrenten Bangkok United. Nach insgesamt acht Jahren und 176 Pflichtspielen für den Hauptstadtklub wurde sein Vertrag im Dezember 2022 nicht mehr verlängert. Im Januar 2023 nahm ihn der ebenfalls in der ersten Liga spielende Lamphun Warriors FC unter Vertrag. Für den Verein aus Lamphun bestritt er 26 Ligaspiele. Im Sommer 2024 wurde sein Vertrag nicht verlängert. Im Juli 2024 beendete er seine Karriere als Profifußballspieler. Die Saison 2025 spielte er für den Viertligisten Samui United FC. Mit dem Verein spielt er in der Southern Region.

### Nationalmannschaft
2006 stand der Innenverteidiger im Kader U-17-Nationalmannschaft von Wales und absolvierte dort drei Partien. Von 2016 bis 2019 bestritt er sieben Spiele für die thailändische A-Nationalmannschaft. Mit dem Team gewann er 2016 den King’s Cup durch einen 2:0-Finalsieg über Jordanien.

## Erfolge

### Verein
Muangthong United
- Thailändischer Meister: 2009

### Nationalmannschaft
Thailand
- King’s-Cup-Sieger: 2016